# Baron Coleridge

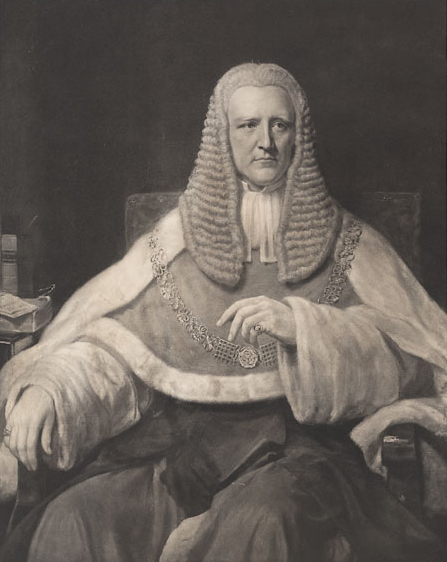
John Coleridge, 1. Baron Coleridge

Baron Coleridge, of Ottery St. Mary in the County of Devon, ist ein erblicher britischer Adelstitel in der Peerage of the United Kingdom.

## Verleihung
Der Titel wurde am 10. Januar 1874 für den Juristen und liberalen Politiker Sir John Coleridge geschaffen.
Heutiger Titelinhaber ist seit 1984 dessen Ur-urenkel William Coleridge als 5. Baron.

## Liste der Barone Coleridge (1874)
- John Coleridge, 1. Baron Coleridge (1820–1894)
- Bernard Coleridge, 2. Baron Coleridge (1851–1927)
- Geoffrey Coleridge, 3. Baron Coleridge (1877–1955)
- Richard Coleridge, 4. Baron Coleridge (1905–1984)
- William Coleridge, 5. Baron Coleridge (* 1937)

Titelerbe (Heir apparent) ist der einzige Sohn des aktuellen Titelinhabers, Hon. James Duke Coleridge (* 1967).